# Micrathyria iheringi
Micrathyria iheringi är en trollsländeart som beskrevs av Santos 1946. Micrathyria iheringi ingår i släktet Micrathyria och familjen segeltrollsländor. Inga underarter finns listade i Catalogue of Life.